# Коваль Григорій Павлович

Меморіальна дошка в Ічні

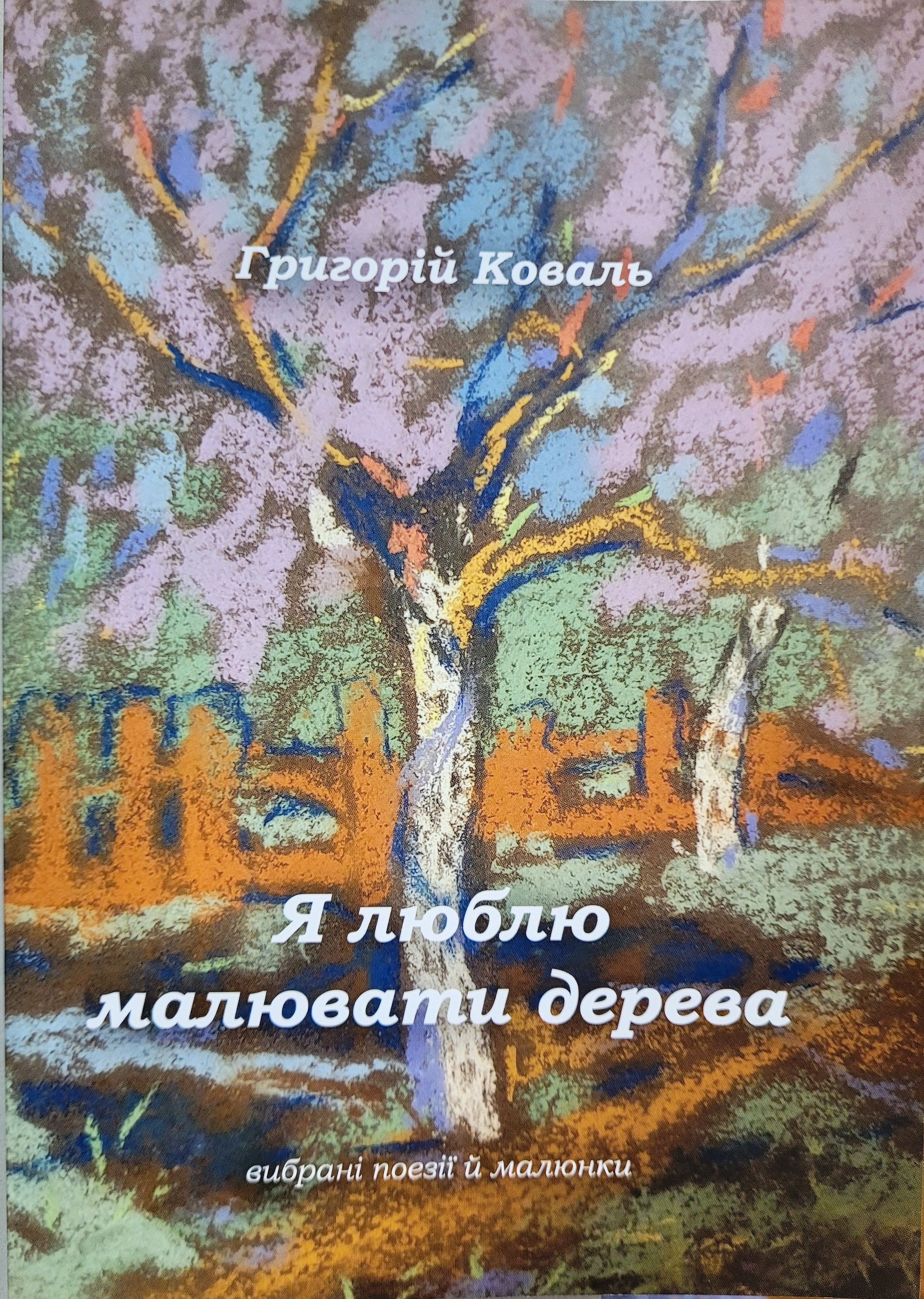

Григорій Павлович Кова́ль (* 20 вересня 1921, м. Ічня, тепер Чернігівська область, Україна — 18 липня 1997, Київ) — український поет.

## Життєпис
Григорій Павлович Ковáль народився у містечку Ічня на Чернігівщині. Учасник Великої Вітчизняної війни, брав участь у звільненні Варшави та штурмі Берліна. Закінчив Київський педагогічний інститут (1951). Працював учителем у Закарпатті, з 1957 — у Києві в редакціях газет, потім у видавництві «Радянський письменник». Член Спілки письменників України. Помер у 1997 році. Похований у Ічні.
Григорій Коваль — автор низки поетичних збірок. Темами його лірики є пантеїстичне замилування природою, невіддільність людини від її гармонії і краси, сув'язь минулого й сучасного у плині буття, невпинність часу і нескінченність любові й доброти. Низка віршів присвячена, історичним пам'яткам України, спогадам про війну, рідній Ічнянщині.
Вірші, присвячені минулому України в його зв'язках з сучасністю, насичені ремінісценціями «Слова о полку Ігоревім». Вірш «Скажи мені, Дніпре» написано у формі звернень до Славути як свідка минулої і теперішньої слави українського народу, його трагічної боротьби за своє існування. Коваль називає тут Україну Бояновою землею: «Я чую: до мене в вітрах промовля / старезний і юна — Мікули й Бояна / прадавня, освячена кров'ю земля».
Пісня Євгена Козака на слова Г.Коваля « Вівчарик » свого часу входила до репертуару Національного заслуженого академічного українського народного хору України імені Григорія Верьовки та Закарпатського народного хору, пісню « Спать не дають солов'ї» виконували Тріо сестер Байко, Тріо бандуристок у складі Майї Голенко, Тамари Гриценко та Ніни Писаренко, а пісня «Ходить осінь по покосах» звучала по радіо у виконанні Фемія Мустафаєва.
Григорій Коваль перекладав українською твори грузинських (Іраклія Абашидзе, Карло Каладзе), латиських (Арії Елксне, Арвіда Скалбе), туркменських (Анна Ковусова), білоруських (Аркадія Кулешова, Максима Лужаніна, Михася Машари) поетів, твори Івана Давидкова (Болгарія), а також з російської книжку Матвія Тевельова «Верховино, світку ти наш».
Був художником-аматором, грав на акордеоні, гітарі й мандоліні.

## Твори
Поетичні збірки
«Слово про вірність» (1955), «Гірська легенда» (1957), «Під небом України» (1962), «Росяниця» (1966), «Зелене полум'я» (1970), «Меридіани долі» (1976), «Запах трави» (1980), «Сузір'я доброти» (1981), «Солов'їна криниця» (1984), «Зорепад» (1990), «Вибране» (1991).
Збірки віршів для дітей
«Жайворонкові дзвіночки» (1970), «Як комар збирав нектар» (1973), «Росинка» (1981), «Щедрий їжачок» (1989).
До упорядкованих дружиною Г.Коваля Оленою Ерастівною за сприяння поетів Леоніда Горлача і Олександра Бакуменка посмертних збірок «Орфея струни» (1999), «Згадайте про мене» (2000), «Музика землі» (2001) було включено, зокрема, й неопубліковані доти поезії. У збірці «Не дають мені спать солов'ї» (2001) було зібрано всі вірші, покладені на музику різними композиторами, а у книжці «Сівач і воїн» (2001), упорядкованій поетом Станіславом Реп'яхом — спогади, критичні відгуки й рецензії на твори Г.Коваля.
У 2021 р. на відзначення 100-річчя поета вийшла упорядкована його сином Ярославом Ковалем збірка віршів і малюнків «Я люблю малювати дерева».

## Ушанування пам'яті
Іменем Григорія Коваля названа вулиця у місті Ічня Чернігівської області, Ічнянський ліцей № 4.
У Ічні на будинку № 12 на вулиці Григорія Коваля встановлено меморіальну дошку на честь поета.
У 2021 році Ічнянська міська рада заснувала літературну премію «Молода поезія» імені Григорія Коваля.
До 100-річчя Г. Коваля було видано збірку його віршів і малюнків «Я люблю малювати дерева» (Київ: Гнозис, 2021).
В журналі «Перець» № 23 за 1981 р. розміщено дружній шарж А.Арутюнянца, присвячений 60-річчю Г. Коваля.